# Liste von Panzermuseen
Diese Liste von Panzermuseen enthält Informationen zu Inhalten in Wikipedia die Panzermuseen betreffen. Gelegentlich sind auch WP:Rotlinks für Artikel eingetragen, die gewünscht aber noch nicht geschrieben sind.
Ein Panzermuseum ist ein militärhistorisches und militärtechnisches Fachmuseum, das sich schwerpunktmäßig der Waffengattung Panzer widmet.
Bei den Einträgen möglichst auf schmale Spaltenbreite achten (z. B. GB für Großbritannien oder USA für Vereinigte Staaten)
Nachfolgend eine Übersicht:
| Name                                                          | Land        | Ort                            | Beschreibung | Bild                                                          |
| ------------------------------------------------------------- | ----------- | ------------------------------ | --- | ------------------------------------------------------------- |
| PanzerMuseum East                                             | Dänemark    | Slagelse                       | Das PanzerMuseum East ist Skandinaviens größte private Sammlung von Militärfahrzeugen aus dem Warschauer Pakt. Hier finden Sie Panzer, gepanzerte Personentransporter, Infanterie-Kampffahrzeuge, selbstfahrende und gezogene Artillerie, Raketenabwehrsysteme, Feldkrankenhaus, Lastwagen, Jeeps, Uniformen, Medaillen, Auszeichnungen und technische Ausrüstung wie Motoren, Feuerleitung, Funkkommunikation sowie Motorräder.                                      | T34-85 PanzerMuseum East                                      |
| Deutsches Panzermuseum Munster                                | Deutschland | Munster                        | Das DPM ist eine gemeinsame Einrichtung der Stadt Munster und der Panzertruppenschule der Bundeswehr – der zentralen Ausbildungsstätte für den Offizier- und Unteroffiziernachwuchs der gepanzerten Kampftruppen und der Heeresaufklärungstruppe der Bundeswehr. Das Museum zeigt Panzer, Fahrzeuge, Waffen, Uniformen, Ausrüstung und militärische Abzeichen. Sammlungsschwerpunkt sind deutsche Panzer und Fahrzeuge von 1918 bis 2003.                             | Eingangsbereich Deutsches Panzermuseum Munster                |
| Museum für Zivil- und Wehrtechnik                             | Deutschland | Uffenheim                      | Das Museum für Zivil- und Wehrtechnik im mittelfränkischen Uffenheim ist ein Zusammenschluss mehrerer privater Sammlungen. Ein Schwerpunkt der Ausstellung sind Panzer – meist fahrbereit – hauptsächlich der Bundeswehr und der Staaten der ehemaligen Sowjetunion. |                                                               |
| Panssari Museo (Parola Tank Museum)                           | Finnland    | Parola                         | | Parola Tank Museum                                            |
| Musée des Blindés                                             | Frankreich  | Saumur                         | Das Musée des Blindés beherbergt mehr als 800 Panzerfahrzeuge, (darunter viele Kampfpanzer), von denen über 200 voll funktionsfähig sind. Hier befindet sich – unter anderem – der einzige fahrbereite Tiger II „Königstiger“ der Welt, nach verbreiteter Ansicht der stärkste Panzer des Zweiten Weltkriegs, und eine nahezu komplette Sammlung deutscher Panzer und Militärfahrzeuge.                                                                               |                                                               |
| MM Park France                                                | Frankreich  | La Wantzenau                   | Das Museum MM Park France (Musée Militaire Park France) ist ein privates Militärtechnisches Museum in La Wantzenau, Elsass, Frankreich, mit Ausstellungsschwerpunkt Zweiter Weltkrieg, bei dem man über die Ausstellung hinaus einige Aktivitäten im Museum wahrnehmen kann. Es werden viele selten zu sehende Fahrzeuge und Geschütze gezeigt, unter anderem ein Char B1 bis.                                                                                        |                                                               |
| Museo Storico della Motorizzazione Militare                   | Italien     | Rom                            | Fahrzeugmuseum des italienischen Heeres. Neben 300 Fahrzeugen sind auch 60 Panzer ausgestellt, die beim italienischen Heer in verschiedenen Konflikten des 20. Jahrhunderts zum Einsatz kamen. Ausgestellt sind unter anderem ein Lancia 1Z, L3/33, M13/40, M15/42, P26/40 und der Semovente 75/18. | Museo Storico della Motorizzazione Militare                   |
| Kriegsmuseum Overloon                                         | Niederlande | Overloon                       | Das Kriegsmuseum Overloon (niederländisch Oorlogsmuseum Overloon) ist ein zeitgeschichtliches Kriegsmuseum nahe Overloon in den Niederlanden. Die Ausstellung beinhaltet in mehreren Themenbereichen größtenteils die Zeit des Zweiten Weltkrieges in den Niederlanden. Die Ausstellungsstücke umfassen u. a. Panzer, Flugzeuge, U-Boote, Kleinwaffen und -geräte sowie Uniformen.                                                                                    | Kriegsmuseum Overloon                                         |
| Heeresgeschichtliches Museum                                  | Österreich  | Wien                           | Im Leitmuseum des Österreichischen Bundesheeres sind insgesamt 26 Panzer ausgestellt, darunter befindet sich unter anderem der Prototyp des Schützenpanzers Saurer, das erste nach dem Zweiten Weltkrieg in Österreich hergestellte Panzerfahrzeug; sowie weitere historische Kampffahrzeuge wie die Jagdpanzer Kürassier und Jaguar, die Kampfpanzer M60 A3 und Leopard 2A4. Ebenso ist ein besonders seltenes Exemplar eines Jagdpanzer 38(t) „Hetzer“ ausgestellt. | Panzerhalle HGM                                               |
| Panzermuseum Kubinka                                          | Russland    | Kubinka                        | Das 1978 eröffnete Museum zeigt zahlreiche international bekannte Panzer aus der Zeit des Ersten und Zweiten Weltkrieges sowie des Kalten Krieges. Die Sammlung umfasst Fahrzeuge aus zwölf Ländern und insgesamt 290 Panzer zwischen fünf und 188 Tonnen. Daneben werden Artilleriegeschütze, Spähpanzer und vielfältiges anderes Kriegsgerät gezeigt. Sowjetischen bzw. russischen Ursprungs sind 129 Exponate, unter anderem eine Vielzahl von Prototypen.         | Panzermuseum Kubinka                                          |
| Panzermuseum Thun                                             | Schweiz     | Thun                           | Im Panzermuseum Thun sind ausländische und schweizerische Panzer sowie Eigenentwicklungen der Schweizer Panzerartillerie und Artillerie ausgestellt. Es sind über vierzig Exponate unter freiem Himmel ausgestellt. | Panzermuseum Thun                                             |
| Schweizerisches Militärmuseum Full                            | Schweiz     | Full-Reuenthal                 | Das Schweizerische Militärmuseum Full ist ein aus privater Initiative betriebenes Museum in der schweizerischen Gemeinde Full-Reuenthal, Kanton Aargau, direkt gegenüber der badischen Kreisstadt Waldshut. Das Museum zeigt in mehreren ehemaligen Fabrikhallen vorwiegend Panzer, Artillerie-, Fliegerabwehr- und Panzerabwehrgeschütze der Schweizer Armee und anderer Armeen aus dem 20. Jahrhundert.                                                             | Schweizerisches Militärmuseum Full                            |
| Military Museum Lešany                                        | Tschechien  | Lešany (Okres Benešov)         | Das Vojenské technické muzeum Lešany (Militärtechnisches Museum Lešany) ist eine Sammlung von Militärfahrzeugen bei Lešany, Okres Benešov, Tschechien, etwa 20 Kilometer südöstlich der Hauptstadt Prag. Das zum Vojenský historický ústav (Militärhistorisches Institut) in Prag gehörige Museum wurde 1996 auf dem ehemaligen SS-Truppenübungsplatz Beneschau zwischen den Dörfern Krhanice und Lešany in der Nähe von Týnec nad Sázavou gegründet.                 | Military Museum Lešany                                        |
| Tank Museum                                                   | GB          | Camp Bovington / Wool (Dorset) | In Dorset, Südwestengland, enthält die weltgrößte Sammlung gepanzerter Kriegsfahrzeuge. Die Ausstellung besteht aus insgesamt 300 Panzern aus 26 Ländern. Darunter der älteste erhaltene Kampfpanzer der Welt: ein britischer Panzer aus dem Ersten Weltkrieg des Typs Mark I sowie das einzige funktionsfähige Exemplar des deutschen Tiger I. | Tank Museum Bovington                                         |
| Muckleburgh Collection                                        | GB          | Weybourne (Norfolk)            | Die Muckleburgh Collection ist ein privates Militärmuseum auf dem vorherigen Kasernengelände Camp Weybourne, an der Nordküste von Norfolk, England. Das Museum wurde 1988 gegründet und ist heute die größte, als Museum zugängliche Privatsammlung in Großbritannien. | Muckleburgh Collection                                        |
| Royal Australian Armoured Corps Memorial and Army Tank Museum | Australien  | Puckapunyal                    | Das Royal Australian Armoured Corps Memorial and Army Tank Museum in Puckapunyal, ist Teil des Kasernengelände der Panzertruppe der australischen Armee. Der Gründungsstandort der australischen Panzertruppe, des Royal Australian Armoured Corps, liegt 10 km westlich Seymour im Bundesstaat Victoria in Südostaustralien. | Royal Australian Armoured Corps Memorial and Army Tank Museum |
| Yad La-Shiryon                                                | Israel      | Latrun                         | Gedenkstätte der Panzertruppe der israelischen Armee mit Panzermuseum | Yad La'Shiryon                                                |
| Königliches Panzermuseum                                      | Jordanien   | Amman                          | größtes historisches Panzermuseum in der arabischen Welt mit ca. 110 Exponaten | Königliches Panzermuseum                                      |
| Base Borden Military Museum                                   | Kanada      | Canadian Forces Base Borden    | | Base Borden Military Museum                                   |
| The Ontario Regiment RCAC Museum                              | Kanada      | Oshawa                         | | The Ontario Regiment RCAC Museum                              |
| Arsenalen                                                     | Schweden    | Strängnäs                      | | Arsenalen                                                     |
| General George Patton Museum of Leadership                    | USA         | Fort Knox                      | | General George Patton Museum of Leadership                    |
| Heartland Museum of Military Vehicles                         | USA         | Lexington (Nebraska)           | | Heartland Museum of Military Vehicles                         |
| US Army Ordnance Museum                                       | USA         | Petersburg (Virginia)          | Das Museum war bis 2010 in Aberdeen (Maryland) angesiedelt. | US Army Ordnance Museum                                       |
| The U.S. Army Armor & Cavalry Collection                      | USA         | Columbus (Georgia)             | Das Museum hat etliche Fahrzeuge aus dem ehem. US Army Ordnance Museum in Aberdeen (Maryland) übernommen. |                                                               |
| Australian Armour and Artillery Museum                        | Australien  | Cairns (Queensland)            | Das private Museum verfügt über zahlreiche Fahrzeuge (auch europäischer Herkunft) in fahrbereitem Zustand. | Inside The Australian Armour & Artillery Museum               |